# Добро і зло

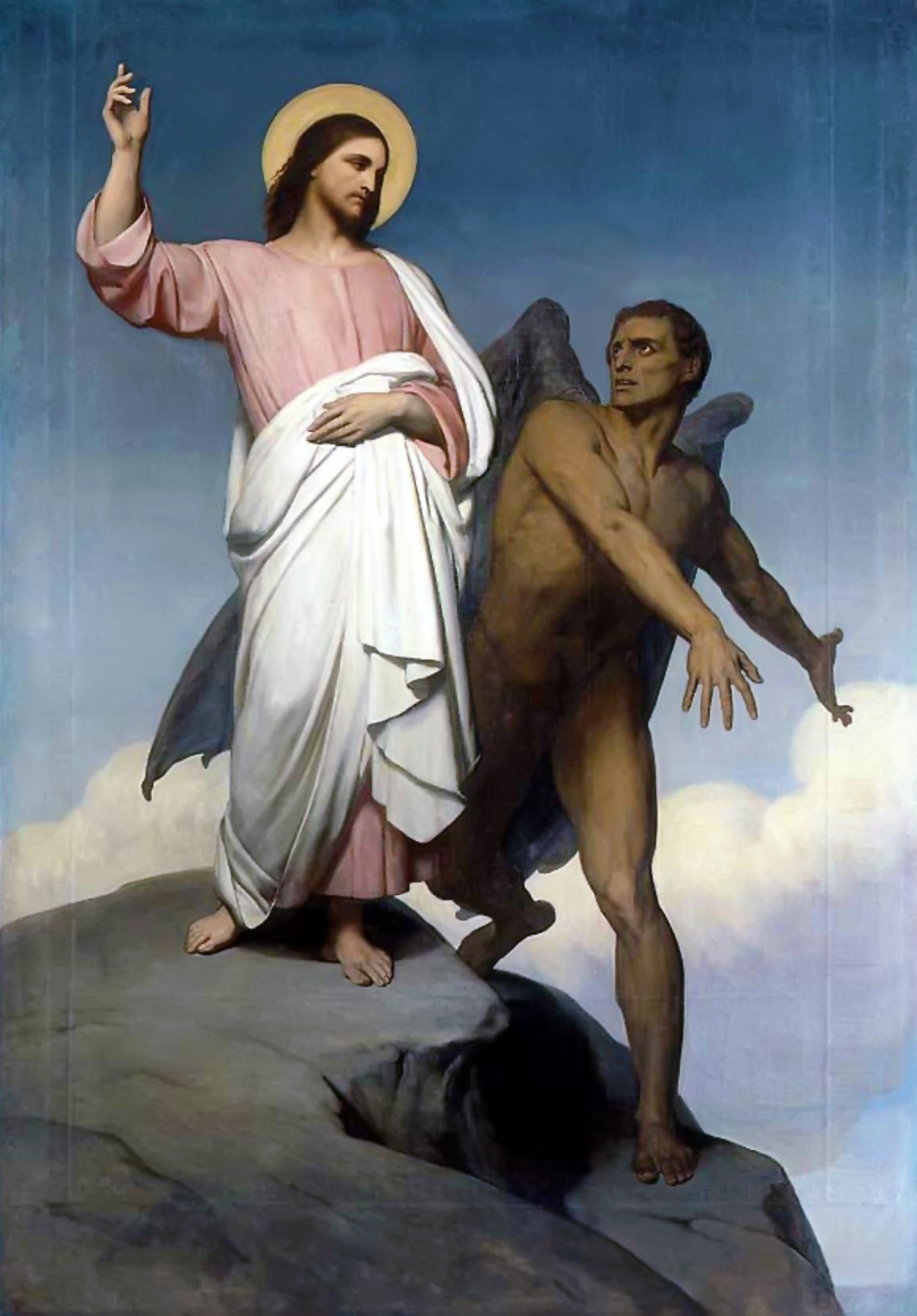
На картині Арі Шеффера « Спокуса Христа» 1854 року диявол (праворуч), уособлення зла, спокушає Христа (ліворуч), уособлення характеру та волі Бога.

Добро і зло ― етичні категорії для вираження позитивної чи негативної оцінки суспільних явищ, в тому числі вчинків окремих людей. Поняття існує в релігії, етиці, філософії та психології. 
У культурах, що мають маніхейський або авраамічний релігійний вплив, зло розглядається як антагоністична протилежність до добра, де добро має переважати і перемагати зло. У культурах з впливом буддизму сприйняття добра і зла є частиною антагоністичної дуальності, яка сама по собі повинна бути подолана шляхом досягнення концепції "Шуньята" або порожнечі. Це означає визнання добра і зла як двох протилежних принципів, але не реальності, що знищує подвійність, з метою досягнення єдності.
Загальною практикою є використання поняття "зло" для опису глибокої аморальності. Також існує вірування в надприродну силу зла. Визначення зла є різноманітним, так само як і аналіз його мотивів. Однак, зазвичай зло асоціюється з такими елементами, як неврівноважена поведінка, включаючи цілеспрямованість, егоїзм, безсовісність або нехтування.
Сучасні філософські дослідження, що стосуються добра і зла, можна розділити на три основні галузі: метаетика, яка вивчає природу добра і зла; нормативна етика, яка розглядає те, як ми повинні поводитися; та прикладна етика, яка займається конкретними моральними питаннями. 

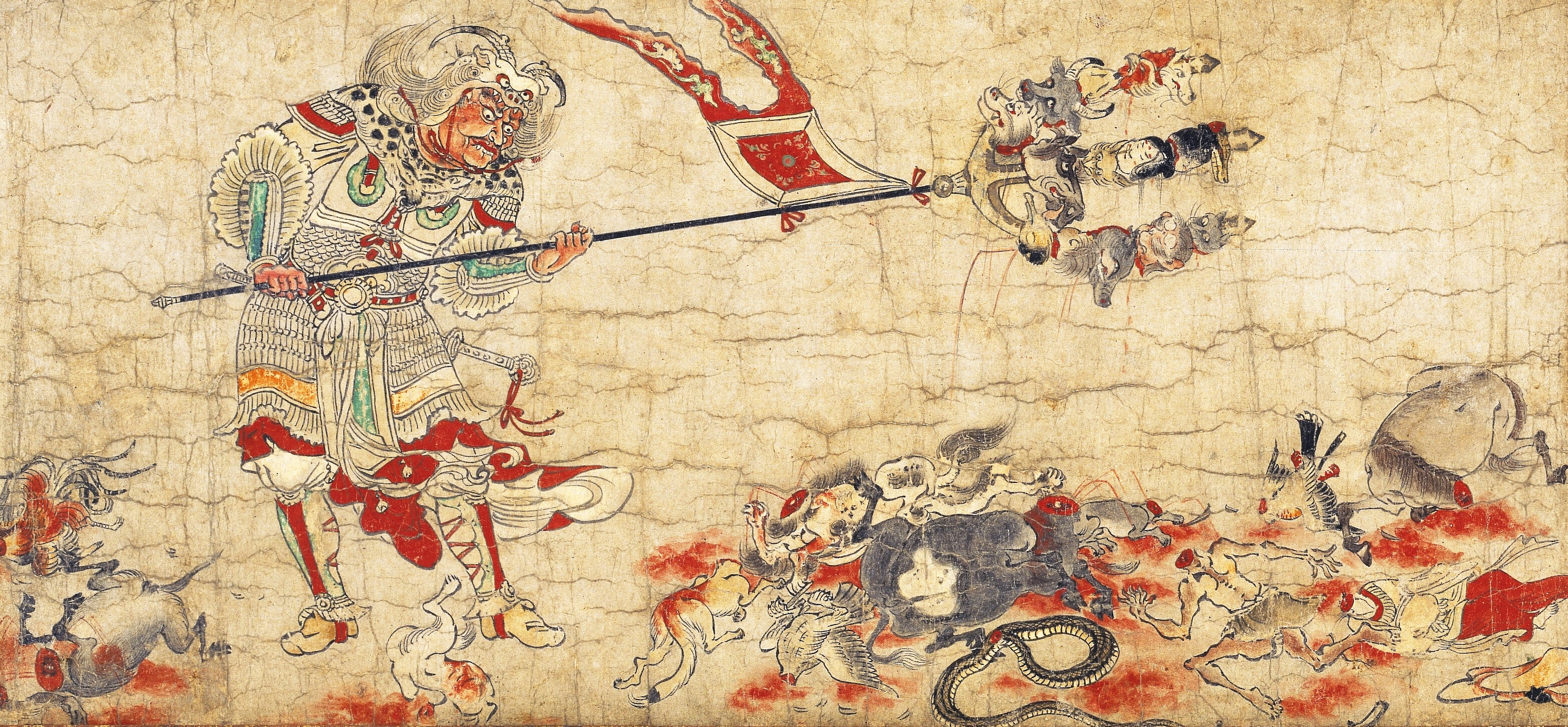
Одна з п'яти картин « Винищення зла» зображує Сендана Кендацубу, одного з восьми охоронців буддистського закону, який виганяє зло.

## Історія та етимологія
В кожній мові існує слово, яке виражає поняття добра, що означає мати потрібну чи бажану якість (наприклад, ἀреτή в грецькій мові), а також слово, що виражає поняття поганого, яке означає небажане. Відчуття морального судження та вміння розрізняти "правильне і неправильне, добре і погане" є культурними універсаліями. 

### Стародавній світ
Філософ Зороастр спростив пантеон ранніх іранських богів  на дві протиборчі сили: Ахура Мазда ( Осяюча Мудрість ) і Ангра Майню ( Руйнівний Дух ), які конфліктували.
Ця концепція еволюціонувала в релігію, яка породила безліч сект, деякі з яких висловили екстремальну дуалістичну віру в необхідність уникати матеріального світу і приймати духовний світ. Гностичні ідеї вплинули на багато стародавніх релігій, які вчать, що гнозис (інтерпретується різними способами як просвітлення, спасіння, емансипація або "єдність з Богом") можна досягти через практику філантропії, включаючи особисту бідність, сексуальну стриманість (наскільки це можливо для слухачів, або абсолютно для посвячених) і наполегливе прагнення до мудрості, допомагаючи іншим.
Аналогічно, в Стародавньому Єгипті існували концепції Маат — принципу справедливості, порядку та єдності, та Ісфет — принципу хаосу, безладу та занепаду. Перший символізував сили та принципи, до яких суспільство прагнуло дотримуватися, тоді як другий зображався як сила, що підриває суспільство. Ця відповідність також знаходить відображення в стародавній месопотамській релігії та в конфлікті між Мардуком і Тіамат.

### Класичний світ
У західній цивілізації, основними значеннями κακός і ἀγαθός є "поганий, боягузливий" і "хороший, хоробрий, здібний". Абсолютне значення цих термінів з'являється лише близько 400 року до нашої ери, з досократівською філософією, зокрема у вченні Демокріта. Мораль у цьому абсолютному значенні закріплюється в діалогах Платона, разом із зародженням монотеїстичних ідей, зокрема у діалозі "Євтіфрон", де обговорюється концепція благочестя (τὸ ὅσιον) як морального абсолюту. Ця ідея знаходить подальший розвиток у пізній античності серед неоплатоніків, гностиків та отців церкви.
Цей еволюційний процес відносного або конкретного до абсолютного також проявляється у термінах етики та моралі, які походять від слів, що означають "регіональні звичаї" — грецьке ήθος і латинське mores відповідно (див. також siðr).

### Середньовічний період
Згідно з класичним визначенням Августина Блаженного, гріх — це "слово, вчинок або бажання, що суперечать вічному Божому закону".
Багато середньовічних християнських богословів розробляли і уточнювали поняття добра і зла, надаючи їм різних значень, які можна уявити як кілька, іноді складних визначень, зокрема:
- особисті переваги або суб'єктивне судження щодо будь-якого питання, яке може заслужити похвалу або покарання з боку релігійних авторитетів
- релігійне зобов'язання, що випливає з Божественного закону, що веде до святості або прокляття
- загальноприйнятий культурний стандарт поведінки, який може підвищити виживання групи або багатство
- природний закон або поведінка, яка викликає сильну емоційну реакцію
- статутний закон, що накладає юридичний обов'язок

### Сучасні ідеї
- Добро — це широке поняття, яке часто асоціюється з життям, милосердям, безперервністю, щастям, любов’ю чи справедливістю .
- Зло часто асоціюється зі свідомим і навмисним порушенням, дискримінацією, спрямованою на заподіяння шкоди іншим, приниженням людей, спрямованим на применшення їхніх психологічних потреб і гідності, деструктивністю та актами непотрібного або невибіркового насильства. [4]

Походження сучасного англійського слова "зло" (староанглійське "yfel") та його споріднених слів, таких як німецьке "Übel" і голландське "euvel", вважається широко прийнятим походженням від протогерманської форми "*ubilaz". Це слово порівнюється з хетським "huwapp-" і нарешті походить від протоіндоєвропейської форми "*wap-", яка має суфіксовану форму нульового ступеня "*up-elo-". Інші германські форми, що розвинулися пізніше, включають середньоанглійське "evel", "ifel", "ufel", старофризьке "evel" (як прикметник і іменник), старосаксонське "ubil", староверхньонімецьке "ubil" і готичне "ubils".
Концепція добра пройшла багато тлумачень. Одне з них полягає в тому, що добро ґрунтується на природній любові, зв'язках і прихильності, що формуються в ранньому дитинстві. Інше тлумачення вважає добро результатом пізнання істини. Існують різні погляди на походження зла. Деякі релігійні і філософські традиції стверджують, що зло є відхиленням, що випливає з недосконалості людини (наприклад, "Гріхопадіння людини"). Інші вважають, що зло пов'язане з наявністю свободи волі у людини. Деякі вбачають причину зла в незнанні істини (тобто людських цінностей, святості, божественності). Інші мислителі стверджують, що зло виникає в результаті тиранічних соціальних структур.

## Теорії моральної доброти

### Китайська моральна філософія
У конфуціанстві та даосизмі не існує прямого еквівалента боротьби між добром і злом, хоча у китайській народній релігії згадки про демонічний вплив є поширеними. Основна увага конфуціанства спрямована на правильні соціальні відносини та поведінку, яка відповідає ідеалам учених або вищих осіб. Тому зло в конфуціанстві вважається неправильною поведінкою. У даосизмі, незважаючи на центральне місце дуалізму, протилежність основним добрим якостям даосизму, таким як співчуття, поміркованість і смирення, можна розглядати як аналог зла в цій системі. 

### Західна філософія
Пірронізм заперечує існування об'єктивного добра і зла, тобто він стверджує, що поняття добра і зла не існують у самій природі речей. Всі судження про добро і зло є суб'єктивними і залежать від особи, яка виносить судження.

#### Спіноза
Бенедикт де Спіноза стверджує:
1. Під добром я розумію те, що ми точно знаємо, що є корисним для нас. 
 2. Під злом, навпаки, я розумію те, що ми точно знаємо, що заважає нам володіти чимось добрим.
Спіноза використовує математичний стиль в своїй праці і формулює наступні твердження, які він вважає доведеними або демонстрованими з використанням раніше наведених визначень у частині IV своєї праці "Етика":
- Твердження 8 « Знання добра чи зла — це не що інше, як відчуття радості чи горя, наскільки ми це усвідомлюємо».
- Твердження 30 « Ніщо не може бути злим через те, що воно має спільне з нашою природою, але оскільки річ є злом для нас, вона суперечить нам».
- Твердження 64 « Знання зла є неадекватним знанням».
  - Висновок: « Звідси випливає, що якби людський розум не мав лише адекватних ідей, він би не сформував уявлення про зло».
- Твердження 65 « Відповідно до вказівок розуму, з двох речей, які є добрими, ми слідуватимемо більшому благу, а з двох зол — меншим».
- Твердження 68 « Якби люди народжувалися вільними, вони б не сформували уявлень про добро і зло, доки вони вільні».

#### Ніцше
Фрідріх Ніцше, у своїх книгах "По той бік добра і зла" та "Про генеалогію моралі", відкидає іудео-християнську мораль і висловлює свої думки на цю тему. Він твердить, що те, що природно і функціонально вважається "недобром", було перетворене соціальною трансформацією в релігійну концепцію зла, яку він називає "рабською мораллю". Він критикує мораль, стверджуючи, що багато людей, які вважають себе моральними, насправді діють з боягузтва — вони бажають зробити зло, але лякаються наслідків.

### Психологія

#### Карл Юнг
У своїй книзі "Відповідь Йову" та інших працях, Карл Юнг описує зло як темну сторону Диявола. Він вказує на тенденцію людей вірити, що зло знаходиться зовні, оскільки вони проектують свою власну тінь на оточуючих. Юнг вважає, що історія Ісуса може бути тлумачена як розповідь про те, як Бог стикається зі своєю власною тінню. 

#### Філіп Зімбардо
У 2007 році Філіп Зімбардо запропонував ідею, що люди можуть вчиняти негативні дії через вплив колективної ідентичності. Ця гіпотеза ґрунтувалась на його власному досвіді, отриманому під час Стенфордського тюремного експерименту, і була опублікована в його книзі "Ефект Люцифера: розуміння того, як добрі люди стають злими".

### Релігія

#### Авраамічні релігії

##### Віра Багаї
Віра Багаї висловлює думку, що зло не має самостійного існування, а є лише відсутністю добра, аналогічно до того, як холод виникає відсутністю тепла, темрява виникає відсутністю світла, забудькуватість є відсутністю пам'яті, а незнання є відсутністю знань. Згідно з її переконаннями, всі ці явища є просто відсутністю чогось і не мають справжнього самостійного існування. 
Таким чином, зла не існує, і воно відносне до людини. Абдул-Баха, син засновника релігії, у «Деяких відповідях на запитання» стверджує:
Однак появляються сумніви щодо того, чи можна вважати скорпіонів і змій злістю. Чи можуть вони бути класифіковані як добрі або злі, оскільки вони існують? Справді, скорпіон може бути злобним відносно людини, а змія — злом відносно людини. Однак, вони не можуть бути визнані злими відносно самих себе, оскільки їх отрута є їх зброєю, а жало використовується для самозахисту .
Отже, зло може бути більш інтелектуальним поняттям, ніж реальною сутністю. Враховуючи, що Бог є добрим і підтвердив цю істину, створюючи всесвіт і оголосивши, що все є добрим (Буття 1:31), зло не може мати справжньої реальності. 

##### Християнство
Християнська теологія бере свої уявлення про зло зі Старого та Нового Заповітів. Християнська Біблія впливає на концепції про Бога і зло в західному світі. У Старому Заповіті зло розглядається як опозиція Богові і як щось непридатне або нижче, наприклад, Сатана — лідера падлих ангелів. У Новому Заповіті слово "poneros" використовується для позначення непридатності, тоді як "kakos" використовується для позначення опозиції Богові в людському царстві. Католицька церква офіційно основує своє розуміння зла на канонічній традиції та вченні домініканського теолога Томи Аквінського, який в своєму творі "Summa Theologica" визначає зло як відсутність або позбавлення добра. Теолог Анрі Блошер описує зло як невиправдану реальність, якщо розглядати його як теологічну концепцію. Загалом, зло - це щось, що з'являється в досвіді, але не повинно бути там. Згідно з Першим посланням до Тимофія 6:10, «бо корінь усякого зла є любов до грошей».
У мормонізмі смертне життя розглядається як період випробування віри, де вибір людини є центральним у Плані спасіння, зокрема в рамках Церкви Ісуса Христа Святості Останніх Днів (Церква СОД). Зло розглядається як перешкода, що заважає людині осознати природу Бога. Ученням цієї церкви є те, що для повернення до Бога людина повинна прагнути уникати зла.
Християнська теологія висловлює думку, що зло виникає через неправильне розуміння природи добра, яке вважається природно досконалим, якщо розглядати його з духовної перспективи. Незрозуміння реальності Бога призводить до зроблення неправильних виборів, які спричиняють зло. Відкидання ідеї, що зло є окремою силою або Богом як джерелом зла, є характерною рисою цієї думки. Замість цього, поява зла пояснюється помилковою концепцією добра. Християнські вчені стверджують, що навіть у найбільш злій людині мотивом не є саме зло, але помилкове уявлення, що вони досягнуть якоїсь форми добра.

##### Іслам
В ісламі відсутня концепція абсолютного зла, яке було б фундаментальним та універсальним принципом, що існує незалежно від добра і займає дуалістичне положення порівняно з ним. У ісламі вважається важливим вірити, що все походить від Бога, незалежно від того, як це сприймається окремими людьми як добре або погано. Речі, які сприймаються як злі або погані, розглядаються як природні явища, такі як природні катастрофи або хвороби, або вони виникають внаслідок вільної волі людини, яка не слухає Божих наказів.
Згідно з ісламським розумінням учення Ахмадія, зло не має позитивного існування в самому собі, а є лише відсутністю добра, аналогічно до того, як темрява виникає від відсутності світла. 

##### іудаїзм
В юдаїзмі йетзер хара — це вроджена схильність чинити зло, порушуючи волю Бога. Цей термін походить від фрази «уява серця людського [є] зла» (יֵצֶר לֵב הָאָדָם רַע‬ йецзер лев-га-адам ра ), що зустрічається двічі на початку Тори. Буття 6:5 і 8:21. Єврейське слово «yetzer», яке двічі зустрічається в книзі Буття, знову зустрічається в кінці Тори: «Я знав їхні задуми, які вони роблять».  Таким чином, від початку до кінця серцеве «єцер» постійно схиляється до зла, глибоко песимістичного погляду на людину. Проте Тора, яка починається з благословення  передбачає майбутнє благословення , яке прийде в результаті того, що Бог обрізає серце в останні дні. 
У традиційному юдаїзмі йетзер-хара не є демонічною силою, а скоріше виражає неправильне використання речей, які необхідні для фізичного благополуччя людини. Таким чином, надмірний апетит може бути наслідком йетзер-хара. А потреба в продовженні роду може перетворитися на непотрібну розпусту. Отже, йетзер-хара найкраще можна описати як низькі інстинкти людини.
Згідно з талмудичним трактатом Avot de-Rabbi Natan, у хлопчиків схильність до зла переважає над схильністю до добра до досягнення ними 13-річного віку (бар-міцва). У цей момент добра схильність "народжується" і вони здатні контролювати свою поведінку. Крім того, рабини стверджували, що "чим більша людина, тим більша її схильність [до зла]".

#### Індійські релігії

##### Буддизм

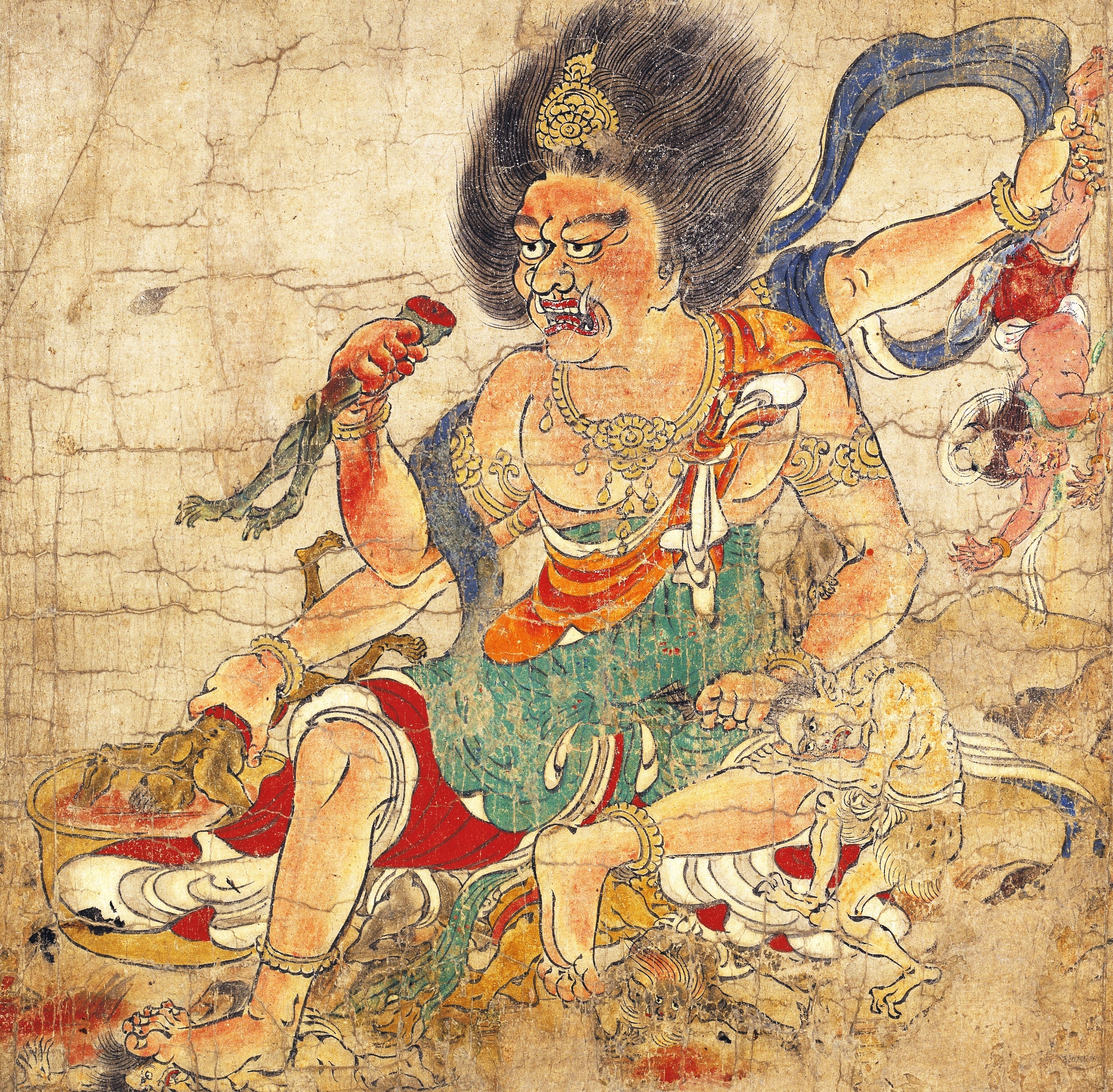
. Пізній період Хейан (12 ст., Японія)

Буддійська етика традиційно ґрунтується на взаємопов'язаному вченні Будди та просвітлених істот, таких як Бодхісатви. У буддизмі існує термін, що позначає етику або моральність - Śīla або sīla (Pāli). Шила у буддизмі є однією зі складових частин Восьмерного Шляху та представляє собою кодекс поведінки, який включає зобов'язання до гармонії та самообмеження. Головною мотивацією є ненасильство та свобода від заподіяння шкоди. Цей аспект був описаний як чеснота, моральна дисципліна або норматив.
Sīla — це внутрішнє, свідоме та усвідомлене етичне поводження, яке відповідає відданості дорозі визволення. Це внутрішній етичний компас, який настановлює нас у наших взаємодіях та стосунках, і він не пов'язаний з уявленням англійського слова "мораль" (що означає підпорядкованість, почуття обов'язку та зовнішнє обмеження).
Сіла є одним із трьох основних принципів буддизму і несектантського руху Віпассана, разом із samādhi і paññā, а також тхеравадськими основами sīla, dāna і bhavana. Вона також входить до другої параміти. Сіла є щирою відданістю тому, що є корисним. В навчанні важливими аспектами sīla є правильне "виконання" (caritta) і правильне "уникнення" (varitta). Повага заповідей sīla вважається "великим даром" (mahadana) для інших, оскільки створює атмосферу довіри, поваги і безпеки. Це означає, що практикуючий не становить загрози життю, власності, сім'ї, правам або благополуччю іншої людини.
Для вивчення буддійської етики більшість дослідників спираються на аналіз буддійських писань та використання антропологічних даних про традиційні буддійські суспільства. Таким чином, моральні настанови відображені в буддійських писаннях або передаються через традицію, і вчені використовують ці джерела для обґрунтування своїх тверджень про природу буддійської етики. 

##### Індуїзм
В індуїзмі концепція дхарми або праведності розділяє світ на добро і зло, і пояснює, що іноді воєнні дії потрібні для встановлення та захисту дхарми; така війна називається Дхармаюдда. Цей розподіл добра і зла відіграє важливу роль як у індуїстських епосах, наприклад, "Рамаяна" і "Махабхарата". Проте основний акцент в індуїзмі розміщується на поганих діях, а не на поганих людях. Бхагавад-гіта, священний текст індуїзму, говорить про баланс між добром і злом. Коли цей баланс порушується, божествені втілення приходять, щоб допомогти відновити цю рівновагу. 

##### Сикхізм
Відповідно до принципу духовної еволюції в сикхізмі, сприйняття зла змінюється відповідно до прогресу людини на шляху до духовного зростання. На початкових етапах розвитку, добро і зло можуть здаватися чітко відокремленими. Проте, коли духовна свідомість людини досягає рівня, на якому вона бачить речі з найбільшою ясністю, концепція зла зникає, і виявляється істинність. В своїх творах, Гуру Арджан пояснює, що оскільки Бог є джерелом всього, те, що ми сприймаємо як зло, також походить від Бога. А оскільки Бог, в кінцевому рахунку, є джерелом абсолютного добра, ніщо по-справжньому зле не може походити від Бога. 
Тим не менш, у сикхізмі, подібно багатьом іншим релігіям, існує перелік "пороків", які ведуть до страждань, змінюють характер та приводять до негативних наслідків. Ці пороки відомі як "п'ять ворогів", їх так названо через їхню здатність затемнювати розум та відволікати від слідування праведним діям: 
- Moh, або Attachment
- Лобх, або Жадібність
- Карод, або Гнів
- Каам, або хіть
- Аханкар, або егоїзм

Той, хто впадає під вплив П'яти злодіїв, називається "Манмух", що означає особу, яка живе в егоїстичний спосіб і не виявляє чеснот. З іншого боку, "гурмуки" - ті, хто розквітає в своєму пошану перед божественним знанням, піднімаються над пороком шляхом втілення високих чеснот, які визнані в сикхізмі. Ці чесноти включають: 
- Sewa, або безкорисливе служіння іншим.
- Нам Сімран, або медитація на божественне ім'я.

#### Зороастризм
У зороастризмі, первинній перській релігії, світ вважається полем битви між Ахурою Маздою (Ормаздом), який є богом добра, і Ангра Майню (Аріманом), злим духом. Завершення цієї боротьби між добром і злом передбачалося на День Суду, коли всі живі істоти проходитимуть через вогняний міст, а злі істоти будуть відкинуті назавжди. В афганській вірі ангели та святі істоти вважаються посланцями, які допомагають нам відшукати шлях до добра.

## Описові, метаетичні та нормативні поля
Академічним підходом до розуміння основних теорій цінності можна приступити до детального каталогізування, описування, аналізу та оцінки повсякденних переконань.
Існує принаймні два основних способи представити теорію цінності, засновану на двох різних типах питань:
- Що люди вважають хорошим, а що зневажають?
- Що насправді добре, а що насправді погано?

Ці два запитання мають деякі відмінності. Перше запитання можна розглядати з соціологічного погляду, досліджуючи світ через соціальні науки та вивчаючи, які переваги люди сприймають як добро. За допомогою цього підходу можна отримати описові дані про те, що люди насправді вважають цінним і бажаним.
Друге запитання потребує більш філософського підходу. Відповідь на нього можна шукати через міркування, самоаналіз, формулювання моральних принципів та узагальнень. Цей нормативний підхід намагається визначити, які моральні норми і цінності слід вважати добрими, а які злом. Він має на меті встановлення активних вимог щодо практики заборони зла та підтримки блага.
Описовий і нормативний підходи до аналізу можуть взаємодоповнювати один одного. Наприклад, описова етика може вивчати, як змінюється сприйняття рабства в різних культурах, тоді як нормативна етика може надавати поради та рекомендації щодо уникнення рабства та підтримки прав людини.
Метаетика є галуззю філософії, яка досліджує основні питання, пов'язані з природою і походженням добра і зла, включаючи розуміння їх природи, значення оціночної мови та обгрунтування моральних принципів. В цьому контексті метаетика не обмежується вивченням того, як інші люди сприймають добро, або намаганням визначити, що саме є добром.

## Теорії внутрішнього добра
Майстерне визначення поняття доброти має велику цінність, оскільки воно дозволяє людині будувати як якісне життя, так і суспільство, використовуючи надійні процеси дедукції, уточнення та встановлення пріоритетів. Воно надає змогу відповісти на вікове питання: "Як нам тоді жити?", а також на інші важливі запитання. Протягом тривалого часу вважалося, що ці питання можна найкраще відповісти, вивчаючи, що саме робить речі цінними або звідки вони отримують свою вартість.

### Платонівський ідеалізм
Існує одна спроба визначити добро, яка базується на платонівському ідеалізмі і розглядає його як властивість світу. Згідно з цією концепцією, добро існує незалежно від сприйняття і є реальним аспектом об'єкта. Платон пропагував цю ідею, стверджуючи, що існує вічне царство форм або ідей, а найвищою з них є ідея блага або Добра. Багато стародавніх філософів, включаючи греків, описували добро як ідею або план, що є досконалим і вічним. Вони вважали, що добро - це правильний зв'язок між всім існуючим, і воно проявляється в розумі Божественного або небесному царстві. Добро реалізується через гармонію справедливої політичної спільноти, любові, дружби, організованої людської душі, чеснот і правильного ставлення до Божественного та Природи. У діалогах Платона персонажі згадують про численні чесноти, які притаманні філософу або любителю мудрості.
Теїст - це особа, яка вірить у існування Вищої Істоти або богів, незалежно від того, чи вірить вона в одного Бога (монотеїзм) або кількох богів (політеїзм). Теїсти вважають, що всесвіт має свою мету та цінність, які визначаються волею такої Вищої Істоти чи богів, інколи виходячи за межі людського розуміння. Наприклад, Фома Аквінський, який приймав цю позицію, довів існування Бога та розглядав правильні стосунки, які люди повинні підтримувати з божественним початком.
У монотеїстичних віруваннях також існує надія на вічну, вселюдську любов. Ця надія часто називається "вірою", а мудрість визначається як знання та розуміння вродженої доброти в рамках деяких релігійних доктрин. Поняття невинності, духовної чистоти та спасіння також пов'язані з ідеєю перебування у стані доброти або повернення до нього - стану, який, відповідно до різних вчень про "просвітлення", приближає до святості (або благочестя).

### Перфекціонізм
Арістотель висловлював думку, що чесноти проявляються у розвитку та реалізації потенціалів, які є унікальними для людства, таких як використання розуму. Цей погляд, відомий як перфекціонізм, недавно був захищений в сучасному контексті Томасом Гурком.
У зв'язку зі швидкими технологічними змінами з'явилася зовсім інша форма перфекціонізму. Деякі технооптимісти, зокрема трансгуманісти, приймають перфекціонізм, за якого здатність визначати добро та обмінюватися фундаментальними цінностями виражається не людьми, а програмним забезпеченням, генною інженерією людей, штучним інтелектом. Однак скептики стверджують, що така доброта є несамовдосконаленою, а лише видимістю досконалої доброти, підкріпленою технологічними переконаннями та можливою насильницькою технологічною ескалацією, яка може примусити людей прийняти правила або правління, створені такими технологіями.

### Велфаристські теорії
Велфаристські теорії цінності стверджують, що речі, які є хорошими, є такими через їх позитивний вплив на добробут людини.

#### Суб'єктивні теорії благополуччя
Розуміння нематеріальної риси, яка називається "доброта", є складним завданням. Існує пропозиція знайти цінності всередині людей, що є протилежним підходом. Деякі філософи йдуть далі, стверджуючи, що якщо який-небудь стан або дія не має здатності викликати бажаний суб'єктивний стан у свідомих істот, то цей стан не може бути визнаний як добрий.
Більшість філософів, які висловлюють думку, що блага повинні створювати бажані психічні стани, також стверджують, що ці блага є досвідом свідомих істот. Ці філософи часто розрізняють внутрішні блага, які пов'язані з самим досвідом, від зовнішніх речей, які здавалося б, викликають такий досвід, і вони називають їх "зовнішніми" благами.
Деякі теорії не розглядають колективну цінність як вищу, ніж максимізація особистого задоволення. Деякі навіть визначають добро і внутрішню цінність як досвід задоволення, а погане як досвід болю. Цей погляд відомий як гедонізм, що є моністичною теорією цінності. Гедонізм має два основних варіанти: простий гедонізм і епікурейський гедонізм.
Простий гедонізм стверджує, що фізичне задоволення є найвищим благом. Однак Епікур, стародавній філософ, використовував термін "задоволення" в більш широкому значенні, що включало широкий спектр станів, від блаженства до задоволення та полегшення. Навпаки від поширеної карикатури, Епікур цінував душевні насолоди більше, ніж фізичні, і пропагував поміркованість як найефективніший шлях до щастя.
У книзі "Принципи моралі та законодавства" Джеремі Бентам наголошує на пріоритетному значенні благ, основаних на задоволенні, уникненні болю та наслідках. Ця теорія мала значний вплив на суспільні справи і залишається актуальною й до наших днів. Пізніше Джон Стюарт Мілль назвав цю систему утилітаризмом. Утилітарні теорії, в широкому сенсі, включаються в консеквенціалізм. Усі утилітарні теорії ґрунтуються на принципі корисності, який стверджує, що добро полягає у тому, що приносить найбільше щастя найбільшій кількості людей.
Перевага переходу від поняття добра до задоволення та болю полягає в тому, що обидва ці поняття є зрозумілими як для особистого відчуття, так і до певної міри для інших. Для гедоніста можна пояснити акти помічництва за допомогою емпатії - здатності співчувати і відчувати біль інших істот. Люди, як правило, приділяють більше уваги та цінують життя горил, ніж комарів, оскільки горила є живою і відчуваючою істотою, і співпереживання з ними полегшується. Ця ідея знаходить своє втілення в етичних взаєминах та стала основою руху за права тварин та частини миротворчого руху. Вплив співчуття на людську поведінку збігається з принципами Просвітництва, включаючи погляди Девіда Юма про те, що поняття «я» з унікальною ідентичністю є ілюзорним, а мораль в кінцевому рахунку зводиться до співчуття та вияву прихильності до інших через моральні судження, які на них ґрунтуються.
Погляд Джеймса Гріффіна намагається знайти суб'єктивну альтернативу гедонізму, розглядаючи внутрішню цінність. Він стверджує, що задоволення своїх свідомих бажань є благополуччям, незалежно від того, чи приносять ці бажання суб'єктивне щастя агенту чи ні. Крім того, ці переваги повинні мати значення для життя, тобто сприяти загальному благополуччю та успішності людини.
Задоволення бажання може мати місце навіть без свідомого сприйняття агентом самого задоволення. Наприклад, якщо особа має бажання, щоб після її смерті було виконано її законний заповіт, і це бажання реалізується, то задоволення цього бажання відбувається, навіть якщо сама особа ніколи не відчує його або не дізнається про це.
Мехер Баба висунув пропозицію, що мотивація агента не полягає у задоволенні бажань, а скоріше у "бажанні звільнитися від обмежень усіх бажань". За його думкою, переживання та дії, які збільшують кайдани бажань, є негативними, тоді як ті переживання та дії, що спрямовані на звільнення розуму від обмежувальних бажань, є позитивними. І саме через здійснення добрих дій суб'єкт звільняється від егоїстичних бажань та досягає стану благополуччя. Він стверджує, що "благо є головною ланкою між процвітанням і вмиранням егоїзму". Егоїзм, який спочатку є коренем злих нахилів, шляхом здійснення добрих вчинків перетворюється на безкорисливість, тобто індивідуальний егоїзм втрачає свою сутність в інтересах загального блага.

#### Об'єктивні теорії благополуччя
Ідея, що існує кінцеве благо, яке не можна впорядкувати, але можна глобально виміряти, відображається по-різному в економічному і науковому контекстах добробуту. В економічних теоріях (класична економіка, екологічна економіка, економіка добробуту, валове національне щастя) і наукових підходах (позитивна психологія, наука про мораль) існують різні методи вимірювання, спрямовані на оцінку прогресу в досягненні цієї мети, відомі як індикатори справжнього прогресу. Таким чином, сучасна економіка відображає стародавню філософію, проте використання обчислень, кількісних показників та статистики замінює просте впорядкування цінностей.
Наприклад, як у економічній науці, так і в народній мудрості, цінність чогось збільшується, коли його є в достатній кількості. Однак, якщо цього стає занадто мало, це часто призводить до конфліктів і може знизити загальну цінність.
У класичній політичній економії Адама Сміта і Девіда Рікардо, а також у критиці цієї школи Карла Маркса, людська праця розглядається як головне джерело економічної вартості. Це об'єктивна теорія вартості, яка пов'язує вартість з реальними виробничими витратами і, в кінцевому рахунку, затратами робочого часу людини (див. закон вартості). Ця концепція відрізняється від теорії граничної корисності, яка стверджує, що вартість залежить від суб'єктивних уподобань споживачів, які, однак, також можуть бути об'єктивно вивчені.
Економічна вартість праці може бути оцінена з технічного погляду, враховуючи її споживчу вартість або корисність, або з комерційного погляду, враховуючи мінову вартість, ціну або вартість виробництва (див. робоча сила). Однак, цінність праці також може бути соціально оцінена з урахуванням його внеску в багатство та добробут суспільства.
Економічна вартість праці може бути оцінена з технічного погляду, враховуючи її споживчу вартість або корисність, або з комерційного погляду, враховуючи мінову вартість, ціну або вартість виробництва (див. робоча сила). Однак, цінність праці також може бути соціально оцінена з урахуванням його внеску в багатство та добробут суспільства.

#### Теорії середнього класу
Теорії концептуальної метафори виступають проти як суб’єктивних, так і об’єктивних концепцій цінності та значення, зосереджуючись на взаємозв'язках між тілом та іншими важливими аспектами людського життя. Загалом, теорії концептуальних метафор розглядають етику як онтологічну проблему, а питання про створення цінностей розглядаються як переговори між цими метафорами, а не просто застосування абстрактних концепцій або суворого протистояння між сторонами, які не можуть зрозуміти погляди одна одної.

## Філософські питання

### Універсальність

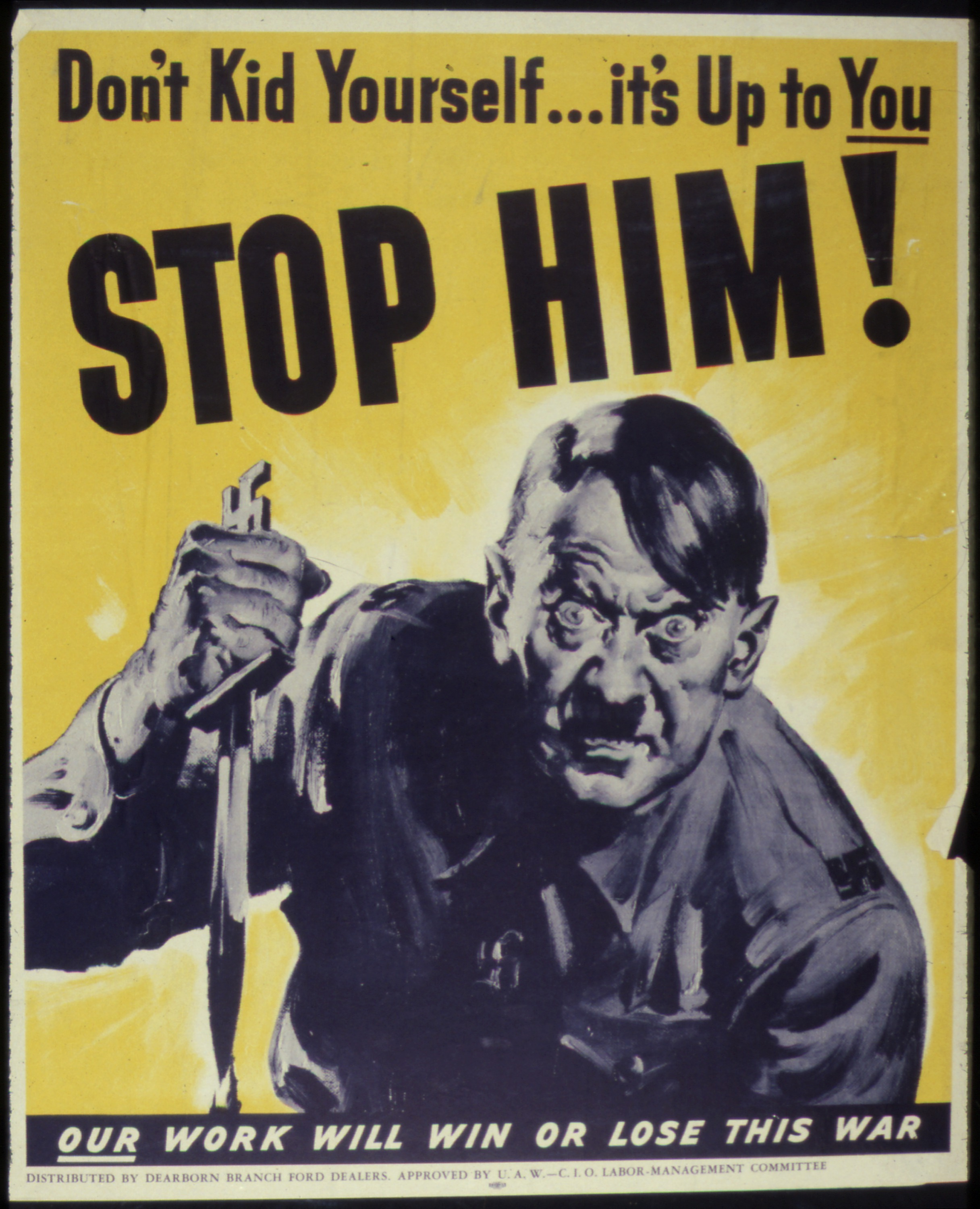
Адольф Гітлер іноді використовується як сучасне визначення зла. Політика та накази Гітлера призвели до загибелі близько 50 мільйонів людей.

Основне питання полягає в тому, чи існує загальновизнане, трансцендентне визначення зла, або ж зло залежить від соціального та культурного походження людини. У своїй книзі "Скасування людини", К. С. Льюїс стверджує, що існують певні дії, які всесвітньо вважаються злом, такі як зґвалтування та вбивство. Проте численні випадки, коли соціальний контекст морально впливає на сприйняття зґвалтування чи вбивства, ставлять цю концепцію під сумнів. Наприклад, до середини XIX століття у багатьох країнах існувало рабство, яке в цей час вважалося прийнятним. Часто ті, хто переступав моральні межі, мали з цього певну вигоду. Можна стверджувати, що рабство завжди було об'єктивно злом, проте люди, маючи мотивацію для порушення моралі, виправдовували такі дії.
Під час Другої світової війни нацисти та під час геноциду в Руанді  хуту інтерахамве вважали свої злочини прийнятними. Проте можна зауважити, що фактичні виконавці цих злочинів, ймовірно, уникали використання терміна "геноцид", оскільки об’єктивне значення цього слова полягає у незаконному вбивстві обраної групи людей, що викликає в своїх жертвах відчуття зла. Універсалісти вважають, що зло є незалежним від культурних факторів та пов'язаним з діями чи намірами людини.
Погляди на природу зла, як правило, розпадаються на один із чотирьох протилежних таборів:
- Моральний абсолютизм стверджує, що добро і зло є фіксованими поняттями, встановленими божеством або божествами, природою, мораллю, здоровим глуздом або якимось іншим джерелом.
- Аморалізм стверджує, що добро і зло не мають сенсу, що в природі немає жодної моральної складової.
- Моральний релятивізм стверджує, що стандарти добра і зла є продуктом місцевої культури, звичаїв або упереджень.
- Моральний універсалізм - це спроба знайти компроміс між абсолютистським почуттям моралі та релятивістським поглядом; Універсалізм стверджує, що мораль є гнучкою лише до певної міри, і що справді добро чи зло можна визначити шляхом вивчення того, що зазвичай вважається злом серед усіх людей.

Платон висловив думку, що існує обмежена кількість способів творити добро, у порівнянні з нескінченною кількістю способів, якими можна нанести зло. Це означає, що зло може мати набагато більший вплив на наше життя і життя інших істот, які можуть страждати. 

### Корисність як термін
У своїй школі психології, відомій як «Раціональна емоційно-поведінкова терапія», психолог Альберт Елліс розмовляє про те, що корені гніву та бажання завдати комусь шкоди зазвичай пов'язані з різними філософськими переконаннями про інших людей, які можуть бути явними або прихованими. Він також стверджує, що відсутність дотримання цих переконань та припущень часто зменшує ймовірність насильницької поведінки у більшості випадків.
За поглядами американського психіатра М. Скотта Пека, зло можна описати як вороже ігнорування. Він посилається на іудео-християнську концепцію гріха, яка вважає, що людина не досягає досконалості через процес гріха. За словами Пека, хоча більшість людей мають усвідомлення цього на певному рівні, ті, хто вчиняє зло, активно відмовляються визнавати цю свідомість. Він описує зло як злий вид самозадоволення, що призводить до проекції зла на невинних жертв, зокрема на дітей або на людей, які перебувають у беззахисному стані. Пек вважає, що ті, кого він називає "злом", намагаються уникати своєї совісті шляхом самозаперечення і розглядає це як щось відмінне від відкритої відсутності совісті, характерної для соціопатів.
На думку Пека, зла людина:  
- Постійно обманює себе з наміром уникнути почуття провини та зберегти уявлення про досконалість
- Обманює інших внаслідок власного самообману
- Психологічно проектує його або її зло і гріхи на дуже конкретні об’єкти, відкидаючи цих об’єктів, ставлячись нормально до всіх інших («їхня нечутливість до нього була вибірковою») [50]
- Зазвичай ненавидить під виглядом любові з метою самообману так само, як і інших
- Зловживання політичною чи емоційною владою («нав’язування власної волі іншим шляхом відкритого чи прихованого примусу») [51]
- Підтримує високий рівень респектабельності і для цього постійно бреше
- Послідовний у своїх гріхах. Злі люди визначаються не стільки величиною своїх гріхів, скільки їх постійністю (руйнівністю)
- Нездатні мислити з точки зору своєї жертви
- Має приховану нетерпимість до критики та інших форм нарцисичного ушкодження

Він також розглядає можливість того, що певні інституції можуть виявитися злом, і це відображається у його аналізі різанини в Мілай та намаганнях її замовчувати. За цим визначенням, акти кримінального та державного тероризму також можуть бути вважаються злом.

### Необхідне зло

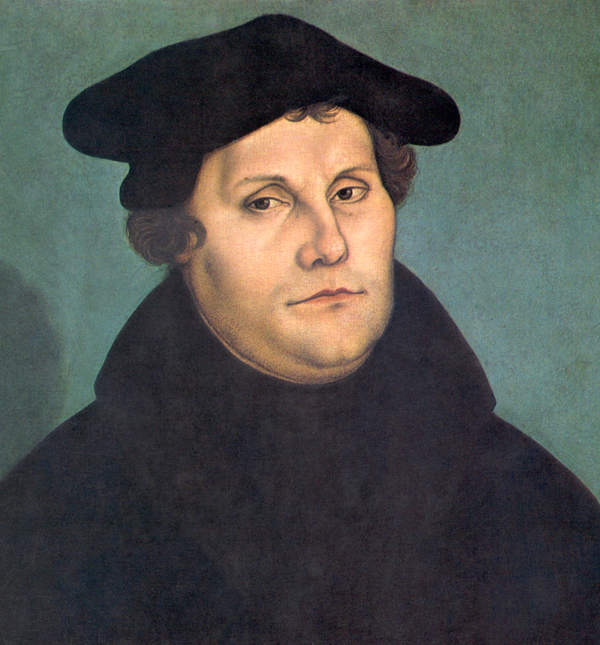
Мартін Лютер вважав, що випадкове незначне зло може мати позитивний ефект

Мартін Лютер висловлював думку, що існують ситуації, коли незначне зло може мати позитивні наслідки. Він писав: "Знайдіть спільноту з благодатними товаришами, випийте, грайте, розмовляйте невідповідним чином і насолоджуйтесь. Іноді людина повинна здійснити гріх зі злостивості та презирства до диявола, щоб не дати йому можливості змусити себе підкорятися його скрупульозним вимогам". . . ." 
Нікколо Макіавеллі, італійський письменник і політичний філософ 16-го століття, висунув концепцію політики "необхідного зла", в якій радив тиранам, що "набагато безпечніше бути боятися, ніж любити". Він пропонував використовувати зраду, обман, усунення політичних опонентів та використання страху як методи для забезпечення стабільності, безпеки та збереження влади князя.
Теорії реалізму та неореалізму в міжнародних відносинах, часто називані realpolitik, рекомендують політикам утриматися від абсолютних моральних та етичних міркувань у сфері міжнародної політики та зосередитися на своїх власних інтересах, політичному виживанні та досягненні влади. За їхніми поглядами, ці фактори є більш об'єктивними для розуміння світу, який вони сприймають як явно аморальний та небезпечний. Політичні реалісти часто виправдовують свої позиції, стверджуючи, що вони виконують вищий моральний обов'язок, який притаманний політичним лідерам, згідно з яким найбільшим злом є нездатність держави захистити себе та своїх громадян. Макіавеллі писав: "...будуть риси, які вважаються хорошими, які, якщо їх дотримуватися, призведуть до краху, тоді як інші риси, які вважаються недоліками, якщо їх практикувати, забезпечать безпеку та процвітання князя".. 
Антон ЛаВей, засновник Церкви Сатани, був матеріалістом і стверджував, що зло насправді є добром. Він відповідав на загальну практику опису сексуальності чи невір’я як зла, і його твердження полягало в тому, що коли слово « зло» використовується для опису природних задоволень та інстинктів чоловіків і жінок або скепсису допитливого розуму, речі, які називаються злом дійсно хороші. 

## Доброта і свобода волі

### Доброзичливість
В книзі «Теорія справедливості» Джона Роулза, основні соціальні механізми та блага отримують пріоритет на основі їх внеску у досягнення справедливості. Роулз визначає справедливість як розподіл соціальних благ, що відбувається відповідно до принципів та процедур, і намагається довести, що справедливі установи та спосіб життя є добрими, коли раціональні інтереси людей вважаються справедливими. Роулз вніс вирішальний внесок у формулювання оригінальної позиції, процедури, за якою людина намагається приймати об'єктивні моральні рішення, відводячи особисті факти про себе на задній план у своїх моральних роздумах. Підхід Іммануїла Канта, який сильно вплинув на Роулза, також використовує багато процедурних практик у рамках практичного застосування «Категоричного імперативу», проте це поняття не базується виключно на «справедливості».

### Суспільство, життя та екологія
Багато людей сприймають єдність як цінність, вважаючи, що благо окремої особи має сенс лише в контексті процвітання суспільства в цілому. Іншими словами, існування окремої особи не є самоцілью або самостійною цінністю, а має значення лише як засіб для досягнення успіху суспільства в цілому. Деякі аспекти конфуціанства можуть служити прикладом цього підходу, заохочуючи ідею, що люди як індивіди повинні відповідати вимогам мирного та організованого суспільства.
Відповідно до натуралістичної позиції, процвітання суспільства не вважається єдиним або основним добром. Аргументи, які підтримують цю ідею, часто базуються на біологічних принципах та спостереженнях, що живі організми більше конкурують між собою, ніж з іншими видами. Замість цього, внутрішнє благо полягає у процвітанні всього розумного життя, що включає тварин, які мають певний рівень подібних почуттів, наприклад, людиноподібні мавпи. Дехто йде ще далі, стверджуючи, що саме життя має внутрішню цінність.
За іншим підходом, людина досягає миру та згоди, фокусуючись не лише на своїх співрозмовниках, які можуть бути суперниками або конкурентами, але й на ширшому оточенні. Ця аргументація ґрунтується на тому, що, як живим істотам, очевидно й об’єктивно добре, що ми оточені екосистемою, яка підтримує життя. Насправді, якби нас не було, ми не могли б навіть обговорювати це благо або навіть усвідомлювати його існування. Принцип антропічності в космології підтверджує цю точку зору.
Відповідно до матеріалізму або інших систем, які визнають значимість екології як наукового дослідження меж і потенціалу, екосистема вважається основним благом. Усі, хто вивчає цю тему, вважають, що добро або цінність існують в межах Земної екосистеми. Живі істоти, які залежать від цієї екосистеми, оцінюють добро відносно до того, що ще можливо досягти в цьому контексті. Іншими словами, добро присутнє в конкретному контексті, і ніхто не відкидає все, що недоступне в цьому контексті (наприклад, низька гравітація або велика кількість цукерок), як "недостатньо добре". Ми працюємо в межах цих обмежень, подолання яких та задоволення ними стає іншим видом цінності, яку можливо назвати задоволенням.
Чиїм би правом і за якими критеріями людина могла визначати екосистему як хорошу чи погану? Це питання викликає розмірковування. Якщо припустити, що цінності та добро пов'язані з екосистемою, то можна запитати, хто мав би право встановлювати ці критерії та оцінювати їх. Це складне питання без однозначної відповіді.
Зміна екосистем, таких як атмосфера, океани чи ліси, відбувається на різних рівнях. Ці зміни можуть бути спричинені різними факторами, такими як зміна клімату, вимирання видів або знищення природних середовищ. Оцінка цих змін також може бути складною, оскільки вона вимагає наукового аналізу, моніторингу та залучення експертів з різних галузей.
Отже, питання про те, як оцінювати екосистеми та як встановлювати критерії для їх зміни, є складними та вимагають глибоких роздумів та наукового підходу. Різні думки та підходи можуть існувати, а визначення критеріїв та оцінка добра чи поганого можуть залежати від цінностей, наукових досліджень та глобального контексту. 
Існує широке визнання того, що «Залишитися на Землі» є найважливішою цінністю. Цей принцип отримав значну підтримку від екологічних етиків, які розробили теорії, такі як філософія Геї, біофілія та біорегіоналізм, які відображають цю цінність. Сьогодні ці питання загальноприйняті у визначенні цінності, наприклад, економічної "цінності Землі" для всього людства, або "цінності життя", яка перевищує як Землю в цілому, так і саму людину.
Багато людей прийшли до висновку, що без припущення незривності екосистеми як універсального блага з супутніми перевагами, такими як біорізноманіття та екологічна мудрість, неможливо обґрунтувати такі пріоритетні завдання, як сталість людської діяльності на Землі. Таким чином, утримання та збереження екосистеми стає необхідним для забезпечення майбутнього процвітання та виживання як людського виду, так і всього живого на планеті.
Є думка, що люди не обмежені лише Землею і можуть вирушити далі, використовуючи її ресурси та відкриваючи нові місця. Однак цій аргументації протистоять контраргументи. По-перше, використання такої технологічної ескалації, що дозволяє людям покинути планету та протистояти їй, доступне лише обмеженій кількості осіб, які мають здібності для цього. Це призведе до самовідбору та нерівності серед людей, оскільки лише окремі особи зможуть втекти, залишивши інших залишитися на Землі та боротися з її проблемами.
Другий контраргумент полягає в тому, що люди, що втікають у космос, можуть зіткнутися з позаземним життям, яке розглядає їх як загрозу і намагатиметься їх знищити, аналогічно до саран. Це ставить під сумнів переваги та безпеку, пов'язані з покиданням Землі.
Третій контраргумент стверджує, що якщо немає інших придатних для життя світів або конкуруючого з людьми позаземного життя, то втікання є марним і нерозумним. Відновлення нового придатного для існування середовища вимагатиме значно більше зусиль і ресурсів, ніж захист існуючого середовища Землі.
Таким чином, існують обгрунтовані контраргументи до ідеї про вирушення з Землі, які вказують на складнощі, ризики та недоцільність такого підходу.
Отже, залишення на Землі, як частини живої істоти в діючій екосистемі, є виразом найфундаментальніших цінностей і добра для будь-якої істоти, з якою ми спілкуємося. Відсутність цієї принципової аксіоми у моральній системі здається недоцільною.
Однак, більшість релігійних систем віддають перевагу загробному життю, вважаючи його вищим благом. Крім того, у багатьох інших моральних системах існує менша цінність перебувати на Землі без честі або самовладання. Наприклад, сеппуку в бусідо, камікадзе або роль самогубців у риториці джихаду - у цих системах залишання на Землі, можливо, не вважається вищою цінністю, а ставиться на третє місце.
Погляд на екологізм радикальних цінностей можна розглядати як дуже старий або дуже новий. Цей погляд стверджує, що єдине внутрішньо цінне - це процвітаюча екосистема, тоді як індивіди та суспільства є лише інструментально цінними, вони цінні лише як засоби для існування процвітаючої екосистеми. Філософія Геї є найбільш докладним вираженням цього погляду і мала значний вплив на глибинну екологію та сучасні Партії зелених.
Часто зауважують, що у аборигенів ніколи не було втраченої цінності такого погляду. Антропологічна лінгвістика вивчає зв'язки між мовами цих народів та екосистемами, в яких вони живуть, що призводить до відмінностей у їхньому сприйнятті світу. Дуже часто в цих мовах не розрізняють екологічного пізнання і морального пізнання. Образи природи мають таке ж значення, як і образи інших людей, а анімізм посилює цю ідею, надаючи природі "особистості" через міфологію. Антропологічні теорії цінності досліджують ці аспекти.
Зараз багато людей відкидають традиційну етику і місцеві релігійні погляди, проте орієнтація на невеликі спільноти та екологічно орієнтовані погляди набули популярності останніми роками. Частково це пояснюється бажанням мати чіткі етичні орієнтири. Така глибоко закорінена система цінностей була б цінною, оскільки вона дозволила б будувати добре життя і суспільство за допомогою надійних процесів дедукції, розробки пріоритетів та визначення добра. Люди, які спиралися лише на місцеві орієнтири, могли перевіряти їх самостійно, що давало більше впевненості і, відповідно, зменшувало необхідність в інвестиціях у захист, хеджування та страхування від наслідків втрати вартості.

### Історія та новизна
Подію часто вважають важливою лише через її новизну в моді та мистецтві. У противагу цьому, культурно-історичні та інші антикваріати іноді вважаються цінними самі по собі, просто через свій вік. Філософи-історики Вілл та Аріель Дюрант також висловлювали подібну думку, стверджуючи: "Як індивідуальна розсудливість полягає в безперервності його спогадів, так і розсудливість групи полягає в безперервності її традицій; в будь-якому випадку, порушення цього ланцюга викликає невротичну реакцію" (Уроки історії, 72).
Оцінка цінності старих або історичних артефактів враховує різні фактори, включаючи, але не обмежуючись ними: глибоке знання про минуле, бажання зберегти зв'язок з історією наших предків, а також можливість збільшення ринкової вартості рідкісних предметів, які мають велику культурну значимість.
Іноді в західному індустріальному суспільстві творчість, інновації та винахідництво розглядаються як принципово позитивні, оскільки вони відображають новизну і можуть приносити матеріальну вигоду. Бертран Рассел був вкрай скептичним щодо творчості і вважав, що швидке поширення знань, не супроводжуване мудрістю, може мати фатальні наслідки.

## Добро і мораль в біології
Деякі біологи (зокрема, Едвард О. Вілсон, Джеремі Ґріффіт, Девід Слоан Вілсон і Франс де Ваал ) вважають питання добра і зла в людській зорі, яке часто асоціюється з мораллю, важливим питанням, яке має бути розглянуто в галузі біологія.    

## Подальше читання
- Баумейстер, Рой Ф. (1999) Зло: всередині людського насильства та жорстокості . Нью-Йорк: AWH Freeman / Owl Book
- Беннетт, Геймон, Хьюлетт, Мартінес Дж ., Пітерс, Тед, Рассел, Роберт Джон (2008). Еволюція зла . Геттінген: Vandenhoeck & Ruprecht.ISBN 978-3-525-56979-5
- Кац, Фред Еміль (1993) «Звичайні люди і надзвичайне зло», [SUNY Press],ISBN 0-7914-1442-6
- Кац, Фред Еміль (2004) Протистояння злу, [SUNY Press],ISBN 0-7914-6030-4
- Німан, Сьюзен. Зло в сучасній думці – Альтернативна історія філософії. Прінстон: Princeton University Press, 2002.
- Шермер, М. (2004). Наука добра і зла. Нью-Йорк: Time Books.ISBN 0-8050-7520-8
- Stapley, AB та старійшина Делберт Л., використання нашої вільної волі . Прапорщик, травень 1975: 21
- Старк, Раян. Риторика, наука та магія в Англії XVII ст. (Вашингтон, округ Колумбія: Видавництво Католицького університету Америки, 2009), 115–45
- Vetlesen, Arne Johan (2005) Evil and Human Agency – Understanding Collective Evildoing New York: Cambridge University Press .ISBN 978-0-521-85694-2
- Вілсон, Вільям МакФ. і Джуліан Н. Хартт. Теодицея Фаррера . У David Hein and Edward Hugh Henderson (eds), Captured by the Crucified: The Practical Theology of Austin Farrer . Нью-Йорк і Лондон: T & T Clark / Continuum, 2004.ISBN 0-567-02510-1

## зовнішні посилання
- Evil on In Our Time at the BBC
- Good and Evil in (Ultra Orthodox) Judaism
- ABC News: Looking for Evil in Everyday Life
- Booknotes interview with Lance Morrow on Evil: An Investigation, October 19, 2003.
- Chattopadhyay, Subhasis. The Discussion of Evil in Christianity in Prabuddha Bharata or Awakened India 118 (9):540–542 (2013). ISSN 0032-6178ISSN 0032-6178
- Chattopadhyay, Subhasis. Prolegomenon to the Study of Evil. in Prabuddha Bharata or Awakened India 118 (4):278–281 (2013). ISSN 0032-6178ISSN 0032-6178
- Contestabile, Bruno (2016). The Denial of the World from an Impartial View. Contemporary Buddhism. 17: 49—61. doi:10.1080/14639947.2015.1104003.